# 블랙웨이
블랙웨이(Blackway)는 미국에서 제작된 다니엘 알프레드손 감독의 2015년 스릴러 영화이다. 안소니 홉킨스 등이 주연으로 출연하였다.
이 영화는 2015년 베네치아 국제 영화제에서 고 위드 미(Go with Me)라는 제목으로 초연되었으며 2016년 6월 10일 극장 개봉하였다.

## 줄거리
오리건주의 벌목 공동체에서 블랙웨이라는 남자가 고향으로 돌아온 릴리안을 괴롭히고 있었다.
릴리안은 고양이의 목이 잘려나간 것을 발견한다. 그녀는 이를 마을 보안관에게 신고하지만, 보안관은 그녀에게 마을을 떠나라고 조언한다. 그녀가 거부하자, 그는 스코티라는 남자와 이야기해보라고 조언한다. 그녀는 스코티를 그의 직장인 목재 야적장에서 찾지만, 그는 마을에 없었다. 보안관처럼 야적장의 나이 든 주인과 나이 든 직원들도 그녀에게 마을을 떠나라고 조언한다. 주인은 농담으로 그녀를 돕는 누구에게든 일주일치 급여와 장례 비용을 제안한다. 놀랍게도 레스터라는 노인이 동의한다. 레스터의 제자인 네이트도 그와 합류한다.
릴리안, 레스터, 네이트는 블랙웨이를 찾기 위해 여러 장소를 돌아다닌다. 회상과 대화를 통해 우리는 블랙웨이가 세 사람과 다른 마을 사람들에게 과거에 미친 영향을 알게 된다. 블랙웨이는 만장일치로 미움을 받지만 동시에 두려움의 대상이기도 하다. 그는 평범한 불량배가 아니다. 그는 이 지역의 범죄자들을 이끌고 있으며 한때 보안관의 부관이었다.
날이 갈수록 상황은 악화된다. 세 사람은 블랙웨이의 부하들과 물리적인 싸움을 벌인다. 그들은 그의 동료 머독을 불구로 만들고, 건물을 파괴하고, 총기를 훔친다. 블랙웨이는 이 소식을 듣고 그들을 찾아 나선다.
저녁이 되자 세 사람은 버려진 외딴 벌목장을 방문한다. 그 장소는 레스터와 블랙웨이에게 의미가 있다. 블랙웨이는 그곳에 없지만, 그들은 그가 올 것이라고 예상한다. 레스터는 릴리안과 네이트에게 모닥불을 피우라고 부탁한다. 그는 릴리안에게 권총을 주고, 정찰을 한다며 소총을 들고 어둠 속으로 걸어 들어간다. 대신 그는 근처 나무에 숨어 릴리안과 네이트를 미끼로 사용하여 블랙웨이가 도착하기를 기다린다.
블랙웨이는 릴리안과 네이트를 기습한다. 총을 겨누고 릴리안의 무장을 해제한다. 네이트와 블랙웨이가 몸싸움을 하는 동안 릴리안은 권총을 되찾는다. 동시에 레스터는 좋은 위치에 있었지만 머독도 와 있었다. 그는 레스터를 발견하고 총을 쏴서 그를 다치게 한다. 릴리안은 도망가고, 블랙웨이는 네이트를 기절시킨 채 릴리안을 쫓아간다.
머독은 레스터를 끝장내기 위해 찾지만, 네이트가 머독을 기습한다. 그들은 몸싸움을 벌이고 머독은 죽는다. 한편 릴리안은 총을 쏘지만 블랙웨이를 맞히지 못한다. 총알이 떨어지자 그들은 몸싸움을 벌이고 그녀는 여러 번 칼에 찔리지만, 레스터가 그들을 기습하고 블랙웨이를 쏴서 죽인다.
그들은 블랙웨이와 머독의 시신을 숲 깊숙한 곳으로 옮겨 동물들이 먹도록 한다. 아침이 되자 그들은 상처투성이인 채 성찰하며 마을로 돌아가 각자의 삶을 시작한다. 그러나 그들은 물론 마을도 변해 있었다.

## 출연

### 주연
- 안소니 홉킨스
- 줄리아 스타일스
- 알렉산더 루드윅
- 레이 리오타

### 조연
- 할 홀브룩
- 테일러 힉슨
- 로슬린 먼로
- 알렉스 파우노빅
- 스티브 베이식
- 크리스 고디어
- 아론 펄
- 글렌 벡
- 린다 달로우
- 윌리엄 벨류
- 데일 윌슨
- 스티븐 크리 몰리슨